# Operațiunea Anthropoid

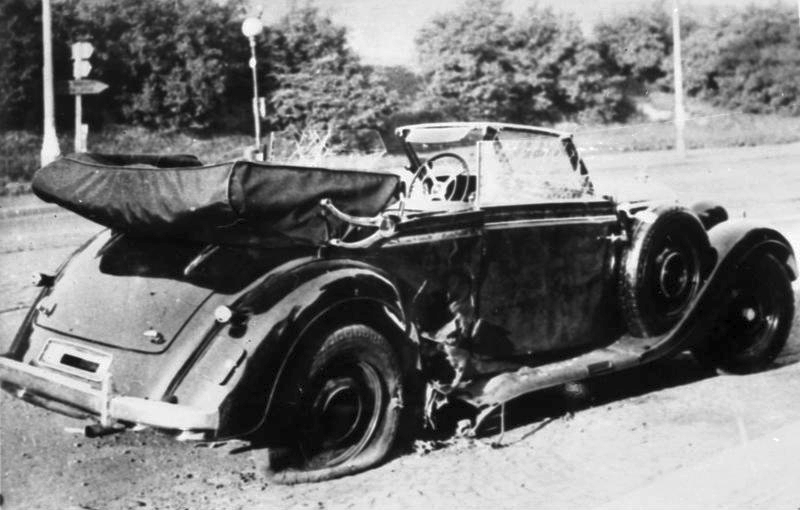
Mașina în care a fost rănit mortal Heydrich cu avarii de la explozia grenadei.

Operațiunea Anthropoid a fost numele de cod al asasinării Obergruppenführer-ului SS și General der Polizei Reinhard Heydrich, conducătorul Biroului de securitate al Reichului (Reichssicherheitshauptamt, RSHA), serviciile de securitate combinate din Germania Nazistă, și protector interimar al Boemiei și Moraviei. Operațiunea a fost executată la Praga, în 27 mai 1942, după ce fusese pregătită de organizația britanică Special Operations Executive cu aprobarea guvernului cehoslovac în exil. Deși doar rănit în atac, Heydrich a murit din cauza rănilor la 4 iunie 1942. Moartea sa a cauzat un val de represalii nemiloase realizate de trupele SS germane, inclusiv distrugerea de sate și uciderea civililor.
Heydrich a avut un rol important în ascensiunea lui Adolf Hitler; ca un nazist de seamă, el a fost însărcinat cu realizarea Soluției Finale, programul Germaniei Naziste de genocid al evreilor din Europa. În ciuda riscurilor, scopul principal al Operațiunii Anthropoid, din perspectiva cehă, a fost de a conferi legitimitate  guvernului în exil al lui Edvard Beneš de la Londra.

## Context

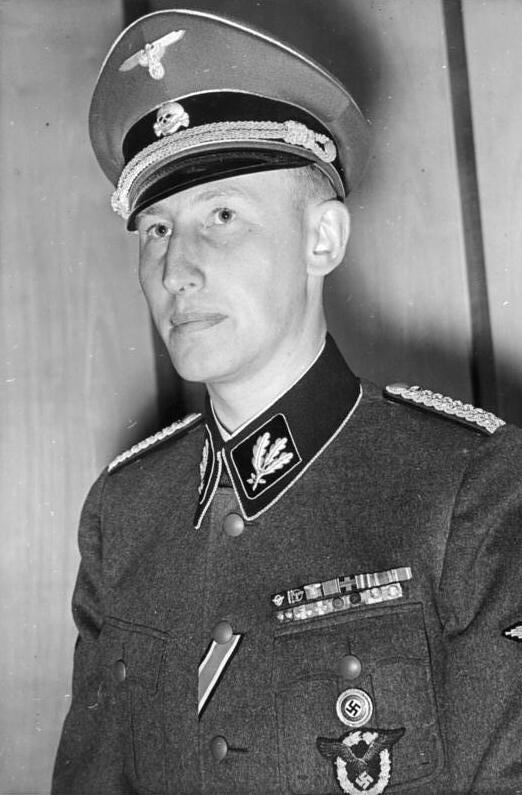
Reinhard Heydrich, ținta Operațiunii Anthropoid

### Protectoratul Boemiei și Moraviei
Heydrich fusese începând din septembrie 1939 șeful RSHA (organizație ce includea Poliția Secretă (Gestapo), Agenția de Securitate (Sicherheitsdienst, sau SD), Poliția Criminală (Kripo)) și, în 1942, președinte al Organizației Internaționale a Poliției Criminale (Interpol). Heydrich a fost unul din principalii actori ai eliminării adversarilor lui Hitler, precum și (mai târziu) arhitectul genocidului evreilor. A fost implicat în majoritatea intrigilor lui Hitler, fiind un valoros aliat politic, consilier și prieten al dictatorului.
În septembrie 1941, Heydrich a fost numit protector interimar al Boemiei și Moraviei în locul lui Konstantin von Neurath. Hitler a fost de acord cu Reichsführer-ul SS Heinrich Himmler și cu Heydrich că politica relativ indulgentă față de cehi a lui von Neurath întărea sentimentele antigermane și încuraja rezistența antigermană prin greve și sabotaj. 
Heydrich a venit la Praga pentru „a consolida politica germană, a lua contramăsuri împotriva rezistenței” și a menține cotele de producție de motoare și de arme cehe care erau „extrem de importante pentru efortul de război german”. În rolul său de dictator de facto al Boemiei și Moraviei, Heydrich se plimba frecvent în mașina sa decapotabilă condusă de șoferul lui. Era o dovadă de încredere în forțele de ocupație și de eficiență a măsurilor represive împotriva populației locale. Din cauza cruzimii lui, Heydrich a fost poreclit Măcelarul din Praga, Bestia Blondă și Călăul.

### Contextul strategic

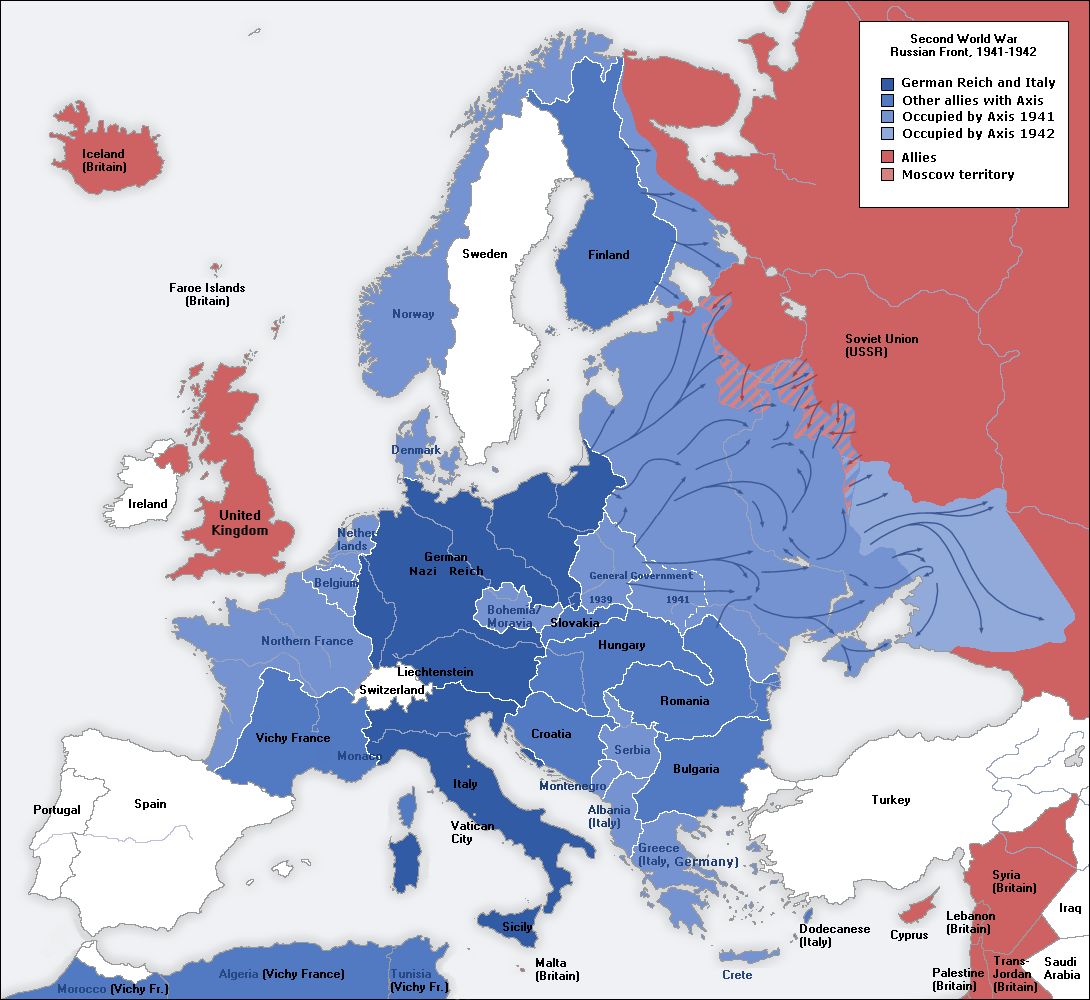
Culmea expansiunii naziste, 1941–1942

Pe la sfârșitul anului 1941, Hitler controla aproape întreaga Europă continentală, iar forțele germane se apropiau de Moscova. Aliații au început să ia în calcul capitularea probabilă a Uniunii Sovietice. Guvernul cehoslovac în exil, condus de președintele Edvard Beneš, era presat de serviciile secrete britanice deoarece existase prea puțină rezistență vizibilă după ocupația regiunii Sudete în 1938 (ocuparea întregii țări a început în 1939). Preluarea acestor regiuni fusese realizată prin Acordul de la München, iar teroarea nazistă ce a urmat a împiedicat o vreme orice dorință de rezistență a cehilor.
În timp ce în mai multe țări învinse în război deschis (de exemplu, Polonia, Iugoslavia și Grecia) rezistența a fost activă încă de la începutul ocupației, teritoriul ceh cucerit a rămas relativ calm, producând în același timp cantități semnificative de provizii militare pentru cel de-al Treilea Reich. Guvernul în exil considera că trebuie făcut ceva pentru a-i inspira pe cehi și pentru a arăta lumii că cehii se opun nazismului.
Statutul lui Reinhard Heydrich de protector al Boemiei și Moraviei, ca și reputația câștigată de el prin terorizarea cetățenilor localnici, au condus la alegerea sa în locul lui Karl Hermann Frank drept țintă a asasinatului. Asasinatul avea și scopul de a demonstra conducătorilor naziști că nu sunt invulnerabili.

## Operațiunea

### Planificarea
Operațiunea a primit numele de cod „Anthropoid”, termen grecesc pentru „ceva ce are formă umană”, folosit de obicei în zoologie. Pregătirile cu Special Operations Executive (SOE) britanic au început la 20 octombrie 1941. Adjutantul slovac Jozef Gabčík și sergentul ceh Karel Svoboda au fost aleși pentru a comite asasinatul la 28 octombrie 1941 (Ziua Independenței Cehoslovaciei). Svoboda a fost înlocuit cu Jan Kubiš (ceh) după ce s-a rănit la cap la antrenamente, ceea ce a dus la întârzierea misiunii, întrucât Kubiš nu era pregătit și nu se pregătiseră nici documentele false necesare pentru el.

### Infiltrarea

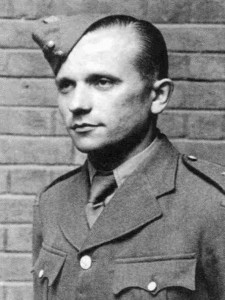
Jozef Gabčík

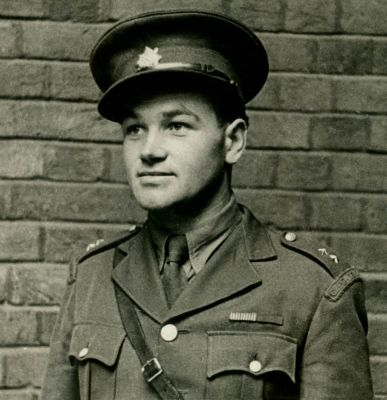
Jan Kubiš

Jozef Gabčík și Jan Kubiš au fost parașutați împreună cu șapte soldați ai armatei cehoslovace în exil din Marea Britanie și cu două alte grupuri denumite Silver A și Silver B (care aveau alte misiuni) de către un avion Halifax al escadrilei 138 a Royal Air Force la ora 10 pm în ziua de 28 decembrie 1941. Gabčík și Kubiš au aterizat lângă Nehvizdy, la est de Praga, deși planul era ca ei să aterizeze lângă Pilsen; piloții au avut probleme de orientare. Soldații s-au deplasat apoi la Pilsen pentru a-și contacta aliații și de acolo înapoi la Praga, unde era planificat atacul.
La Praga, ei au contactat mai multe familii și organizații antinaziste care i-au ajutat cu pregătirea asasinatului. Gabčík și Kubiš plănuiau la început să-l asasineze pe Heydrich într-un tren, dar după ce au examinat logistica, au realizat că nu este posibil. Al doilea plan a fost de a-l asasina pe drumul din pădure parcurs zilnic de Heydrich între reședința sa și Praga. Ei intenționau să întindă un cablu de-a latul drumului ca să oprească mașina, dar, după ce au așteptat câteva ore, comandantul lor, lt. Adolf Opálka (din gruparea Out Distance), a venit pentru a-i duce înapoi la Praga. Al treilea plan a fost cel de a-l asasina pe Heydrich la Praga.

### Asasinatul

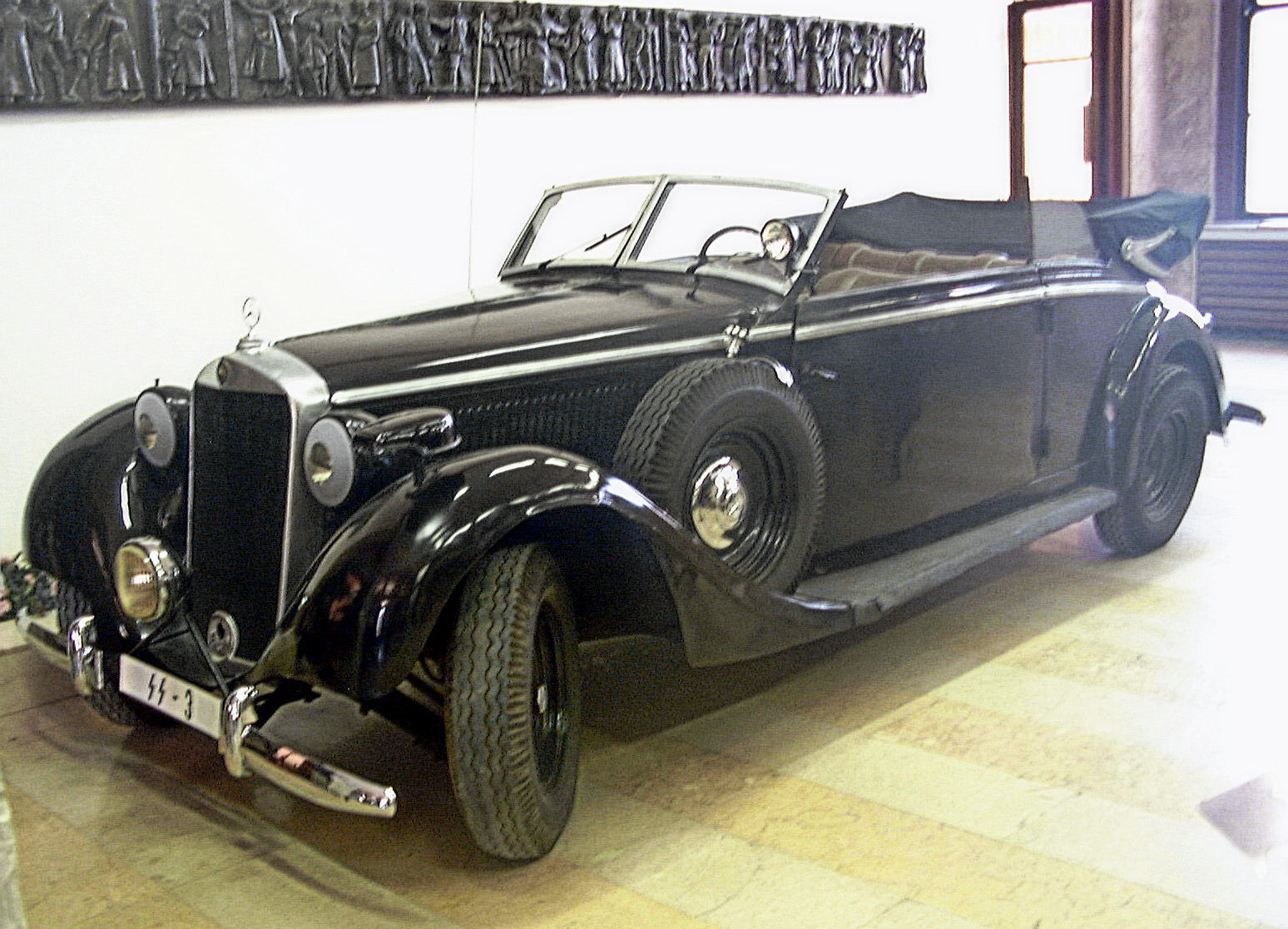
O altă mașină Mercedes 320 Decapotabilă B a lui Heydrich, similară celei în care el a fost rănit mortal (expusă astăzi la Muzeul de Istorie Militară din Praga)

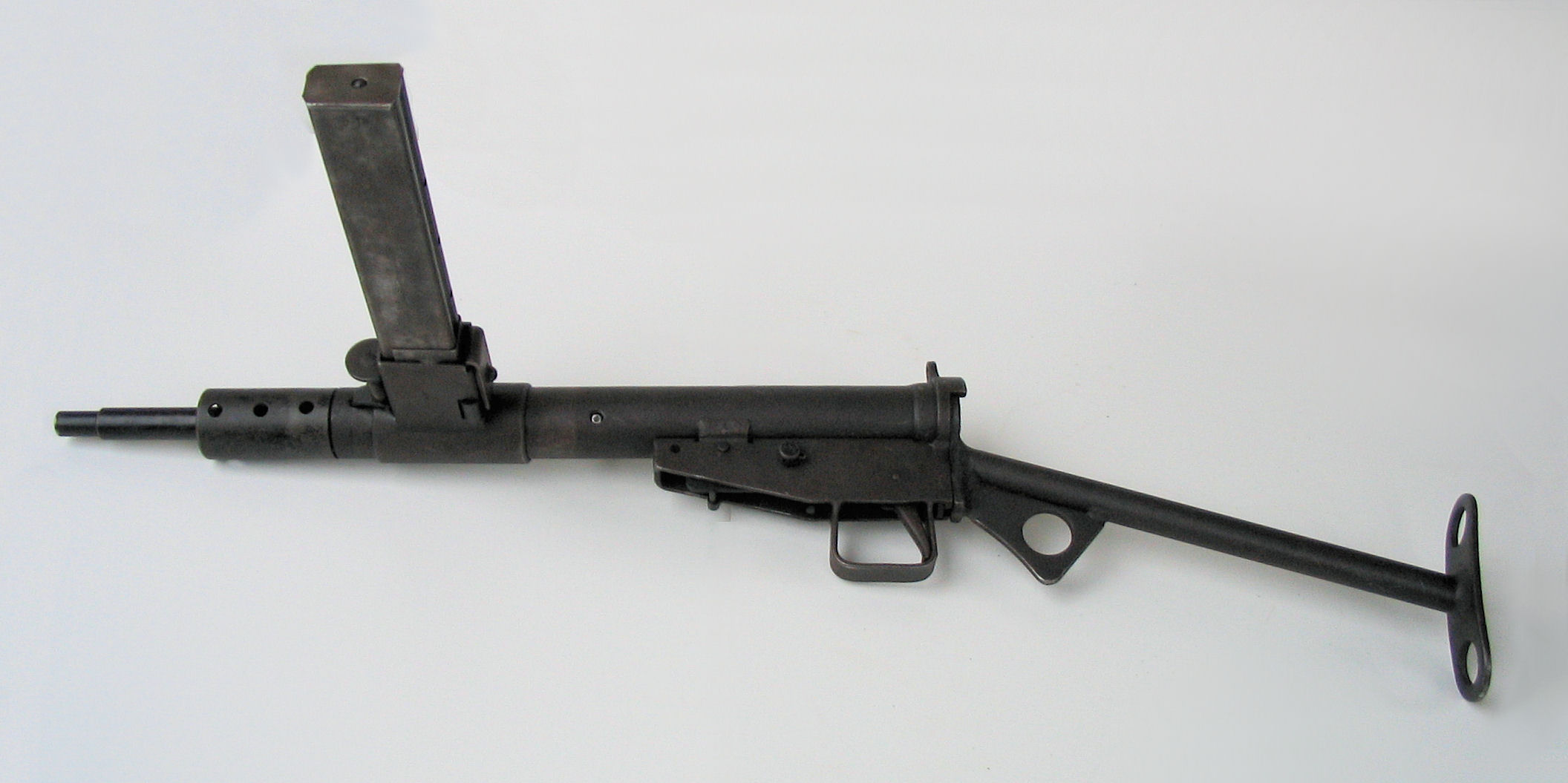
O mitralieră Sten. Arma lui Gabčík s-a blocat. Parașutiștii cehi s-au plâns adesea de fiabilitatea scăzută a armelor de foc britanice.

La 27 mai 1942, la ora 10:30 AM, Heydrich a plecat pe drumul său zilnic de la locuința sa din Panenské Břežany către Castelul Praga. Gabčík și Kubiš au așteptat în stația de tramvai de la virajul de lângă spitalul Bulovka din Praga 8-Libeň. Acel loc a fost ales deoarece mașina urma să încetinească în curbă. Josef Valčik s-a poziționat la circa 100 de metri nord de Gabčík și Kubiš pentru a-i anunța când sosește mașina. 
Când Mercedes-Benz-ul decapotabil, de culoare verde, al lui Heydrich a ajuns în curbă două minute mai târziu, Gabčík a ieșit în fața mașinii, încercând să deschidă focul, dar mitraliera sa Sten s-a blocat. Heydrich i-a ordonat șoferului său, Oberscharführer-ul SS Klein, să oprească mașina. Când Heydrich s-a ridicat să-l împuște pe Gabčík cu pistolul Luger, Kubiš a aruncat în vehicul o grenadă antitanc modificată (ascunsă în servietă), ale cărei fragmente au trecut prin aripa din dreapta-spate a mașinii, introducând șrapnel și fibre din tapițerie în corpul lui Heydrich, deși grenada nu a intrat în mașină. Kubiš a fost rănit și el de șrapnel.
După explozie, Gabčík și Kubiš au tras asupra lui Heydrich cu pistoalele lor Colt M1903, dar, sub șocul exploziei, nu au reușit să-l nimerească. Heydrich, aparent neștiind că a fost rănit de șrapnel, a tras și el și a încercat să-l urmărească pe Gabčík, dar s-a prăbușit. Klein s-a întors din încercarea eșuată de a-l prinde pe Kubiš, care a fugit de la locul faptei cu bicicleta. Sângerând abundent, Heydrich i-a ordonat lui Klein să-l urmărească pe Gabčík pe jos, spunându-i: „Prinde-l pe nenorocit!”. Klein l-a urmărit într-o măcelărie, unde Gabčík l-a împușcat de două ori cu pistolul, rănindu-l grav la picior, și apoi a fugit cu tramvaiul spre o casă conspirativă din apropiere. Asasinii Gabčík și Kubiš au fost la început convinși că atentatul a eșuat.

### Tratamentul medical și moartea lui Heydrich
O femeie cehă și un polițist aflat în timpul liber au venit în ajutorul lui Heydrich și au oprit o camionetă. Heydrich a fost plasat inițial în cabina șoferului, dar s-a plâns că mișcarea camionului îi provoca dureri. El a fost apoi mutat în partea din spate a camionului, așezat pe burtă și dus în camera de urgență a Spitalului Na Bulovce Spital, aflat la 2,5 km distanță. Suferise leziuni grave în partea stângă și avea răni majore la diafragmă, splină și plămâni, precum și o coastă fracturată. Dr. Slanina i-a bandajat rana de la piept, în timp ce dr. Walter Diek, șeful german sudet al secției de chirurgie de la spital, a încercat fără succes să-i scoată așchiile.
Profesorul Hollbaum, un german din Silezia care era șeful catedrei de chirurgie de la Universitatea Carolină din Praga, l-a operat pe Heydrich, asistat de dr. Diek și Slanina. Chirurgii i-au reparat plămânul stâng căzut, au scos vârful coastei a unsprezecea ce fusese fracturată, i-au cusut diafragma ruptă, au introdus mai multe catetere și au scos splina, ce conținea un fragment de grenadă și material de tapițerie. Operația a durat o oră și a decurs fără probleme. Superiorul direct al lui Heydrich, șeful SS Heinrich Himmler, și-a trimis medicul personal, pe Karl Gebhardt, care a sosit în acea seară, iar începând din 29 mai Heydrich s-a aflat în grija exclusivă a medicilor SS. Îngrijirea postoperatorie a inclus și administrarea de mari cantități de morfină. 
Nu se știe dacă s-au administrat sulfamide, dar Gebhardt a depus mărturie la procesul său pentru crime de război din 1947 că nu. Pacientul a făcut o febră de 38-39 °C și puroi. După șapte zile, starea sa părea să se amelioreze când, în timp ce servea o masă de prânz, s-a prăbușit și a intrat în stare de șoc. A fost în comă în următoarele ore și a murit a doua zi dimineața, în jurul orei 4:30. Medicii săi au concluzionat că murise din cauza infectării rănilor. S-a sugerat și că moartea ar fi fost cauzată de o embolie cerebrală sau pulmonară.
Medicii lui Himmler au descris oficial cauza morții drept septicemie, adică o infecție a sângelui. Una din teorii a fost că o parte din părul de cal din tapiseria scaunelor mașinii lui Heydrich a fost introdusă în corpul lui prin explozia grenadei, ducând la o infecție generalizată. S-a sugerat, de asemenea, că el a murit din cauza unei embolii pulmonare. În sprijinul acestei posibilități, au fost găsite la autopsie particule de grăsime și cheaguri de sânge în ventriculul drept și în artera pulmonară, iar edemul pulmonar sever a fost identificat în lobii superiori ai plămânilor, în timp ce lobii inferiori au cedat.

### Teoria otrăvirii botulinice
Harris și Paxman, autorii cărții A Higher Form of Killing, susțin că Heydrich ar fi murit de botulism, adică din cauza otrăvirii botulinice. Potrivit acestei teorii, grenadele antiblindat de tip 73 utilizate în atac au fost modificate pentru a conține toxină botulinică. Această poveste provine din comentariile lui Paul Fildes, un cercetător în domeniul botulismului de la Porton Down. Autorii spun că există numai dovezi circumstanțiale care să susțină această afirmație (arhivele SOE din acea perioadă au rămas secretizate).  Acuzațiile rămân neverificate, întrucât comentariile lui Fildes sunt păreri personale și s-au păstrat doar câteva documente medicale referitoare la criza lui Heydrich.
Printre dovezile generice citate în sprijinul acestei teorii se numără modificări ciudate ale grenadei nr. 73 - cele două treimi din partea de jos a grenadei britanice antitanc fuseseră înlăturată, iar capătul gol și marginile au fost prinse cu bandă adezivă. O armă special modificată poate fi explicată și prin necesitatea de a atașa o încărcătură toxică sau biologică. În plus, Heydrich a primit îngrijiri medicale excelente după standardele vremii. Autopsia nu a arătat niciunul din semnele obișnuite ale septicemiei, deși s-au raportat infecții ale rănii și ale unor zone din preajma plămânilor și inimii. Autorii unui raport german din timpul războiului scriau că „moartea a survenit ca o consecință a leziunilor suferite la nivelul organelor vitale parenchimatoase, cauzate de bacterii și posibil de otrăvuri purtate de schijele bombei...”. 
Evoluția stării de sănătate a lui Heydrich nu a fost înregistrată în detaliu, dar se pare că a murit în urma unui stop cardiac survenit după opt zile, și nu de insuficiență respiratorie ca în cazul botulismului. Nu au fost observate nici un fel de simptome asociate cu botulismul (care au o evoluție progresivă graduală). Alte două persoane au fost de asemenea rănite de fragmente de la aceeași grenadă: Kubiš, soldatul ceh care a aruncat grenada, și un trecător, dar nici nu a arătat vreun semn de otrăvire Fiind cunoscută reputația de lăudăros a lui Fildes, că modificările efectuate asupra grenadei de 2 kg ar fi putut avea simplul scop de a o face mai ușoară și că toxina ar fi fost puțin probabil să supraviețuiască zborului și unei perioade de cinci luni de „iarnă central-europeană”, validitatea teoriei botulismului rămâne una sub semnul întrebării. Două din cele șase grenade originale modificate sunt păstrate de Institutul de Istorie Militară din Praga.

## Consecințe

### Represalii

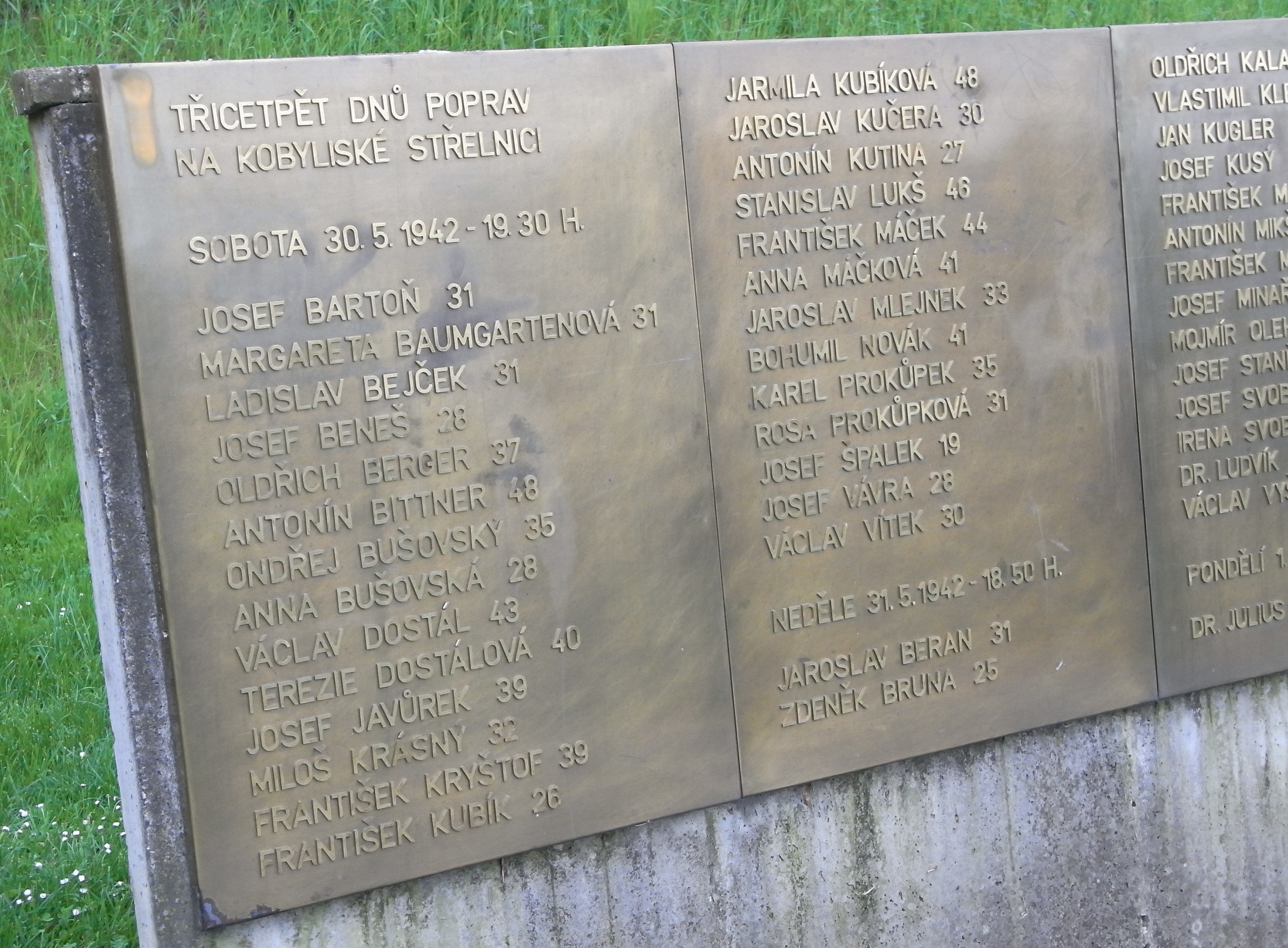
Plăci memoriale cu numele victimelor în Poligonul de Tir Kobylisy din Praga, unde au fost executați peste 500 de cehi în mai și iunie 1942.

Chiar în ziua atentatului Hitler a ordonat SS-ului și Gestapoului să realizeze o anchetă și represalii, sugerându-i lui Himmler să-l trimită pe generalul SS Erich von dem Bach-Zelewski la Praga; potrivit mărturiei postbelice a lui Karl Hermann Frank, Hitler știa că Zelewski era chiar mai dur decât Heydrich. Hitler a dorit uciderea 10.000 de cehi considerați nesiguri din punct de vedere politic, dar după ce l-a consultat pe Himmler, ideea a fost abandonată din cauză că teritoriul ceh era o zonă industrială importantă pentru armata germană și omorurile fără discernământ ar fi putut reduce productivitatea din regiune.
Represaliile naziste ordonate de Himmler au fost brutale. Peste 13.000 de oameni au fost arestați, inclusiv iubita lui Jan Kubiš, Anna Malinová, care a murit în lagărul de concentrare Mauthausen-Gusen. Mătușa locotenentului Adolf Opálka, Marie Opálková, a fost executată în lagărul Mauthausen pe 24 octombrie 1942; tatăl său, Viktor Jarolím, a fost de asemenea ucis. Potrivit unei estimări, 5.000 de persoane au fost ucise în aceste represalii.

#### Lidice
Serviciile de informații germane au considerat în mod fals că asasinii ar avea legături cu populația satelor Lidice și Ležáky. Un raport Gestapo a identificat satul Lidice ca posibilă ascunzătoare a atacatorilor din moment ce mai mulți ofițeri ai Armatei Cehe exilați în Anglia proveneau de acolo. În plus, Gestapo-ul a găsit un post de transmisie radio al rezistenței la Ležáky.
Cel mai cunoscut incident a avut loc în satul Lidice, care a fost distrus la 9 iunie 1942: 199 de bărbați au fost executați, 95 de copii au fost luați prizonieri (81 au fost gazați mai târziu în lagărul de exterminare Chełmno, iar alți opt au fost adoptați de familii germane), iar 195 de femei au fost deportate imediat în lagărul de concentrare de la Ravensbrück. Toți adulții, bărbați și femei, din satul Ležáky au fost uciși. Ambele orașe au fost incendiate, iar ruinele de la Lidice nivelate.
Posibilitatea ca germanii să aplice principiul „responsabilității colective” la această scară ca răzbunare a asasinării lui Heydrich fie nu a fost prevăzută de guvernul cehoslovac în exil, fie a fost considerată un preț acceptabil al eliminării lui Heydrich și al provocării unor represalii care să reducă acceptarea administrației germane de către cehi.
Premierul britanic Winston Churchill, înfuriat, a sugerat distrugerea a trei sate germane pentru fiecare sat cehesc distrus de naziști. Aliații au încetat însă să mai pună la cale operațiuni de asasinare a liderilor naziști de teama represaliilor. La doi ani după moartea lui Heydrich a fost plănuită o tentativă similară de asasinat, Operațiunea Foxley, avându-l ca țintă pe Hitler, dar ea nu a fost aprobată. 
Operațiunea Anthropoid rămâne singurul asasinat de succes al unui oficial nazist de rang înalt. Grupările de rezistență poloneze au mai asasinat doi ofițeri superiori ai SS din Guvernământul General (Operațiunea Kutschera și Operațiunea Bürkl); de asemenea, în Operațiunea Blowup, comisarul general al Belarusului, Wilhelm Kube, a fost ucis de partizana sovietică Yelena Mazanik,  femeie bielorusă care a reușit să se angajeze în casa lui cu scopul de a-l asasina.

### Încercările de capturare a asasinilor

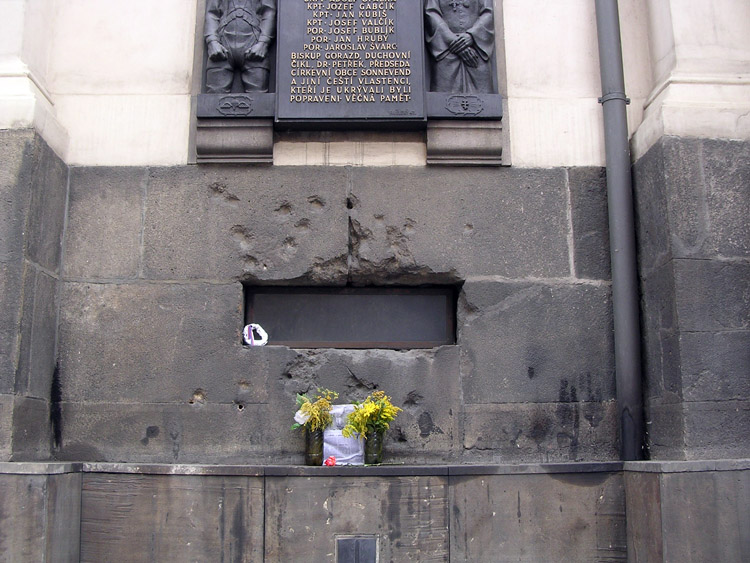
Fereastra cu găuri de gloanțe de la Biserica Sf. Chiril și Metodiu din Praga, unde au fost încolțiți asasinii.

În zilele următoare de după masacrul de la Lidice, nu a fost găsită nicio pistă care să ducă la prinderea celor responsabili pentru moartea lui Heydrich în ciuda nerăbdării zeloase a naziștilor. În acest timp s-a adus în mod public la cunoștința militarilor și populației Cehoslovaciei că a fost stabilit ca termen pentru prinderea asasinilor data de 18 iunie 1942. Germanii au amenințat că vor realiza represalii mai sângeroase dacă asasinii nu vor fi prinși până atunci, crezând că această amenințare ar fi suficientă pentru a forța un potențial informator să-i trădeze pe cei vinovați. Mulți civili au fost într-adevăr îngrijorați și speriați de alte posibile represalii, făcând tot mai dificilă ascunderea de informații pentru o perioadă mai îndelungată.
Atacatorii s-au ascuns la început la două familii pragheze, după care s-au refugiat în biserica Carol Borromeu, o biserică ortodoxă cu hramul Sfinții Chiril și Metodiu aflată în Praga. Germanii nu au putut să-i localizeze pe asasini decât atunci când Karel Čurda (din grupul Out Distance, al cărui obiectiv erau acțiunile de sabotaj) a fost arestat și interogat de Gestapo și a divulgat numele persoanelor de contact în schimbul unei recompense de 1 milion de mărci.
Čurda a deconspirat mai multe case conspirative administrate de grupul Jindra, inclusiv cea a familiei Moravec din Žižkov. În dimineața de 17 iunie, la orele 5.00 am, casa familiei Moravec a fost percheziționată. Familia a fost pusă să stea pe coridor în timp ce Gestapo-ul căuta în apartament. Doamna Marie Moravec a fost lăsată să meargă la toaletă și s-a sinucis cu o capsulă de cianură. Domnul Alois Moravec, care nu știa de implicarea familiei sale în activitățile de rezistență, a fost dus la Palatul Peček, împreună cu fiul său de 17 ani, Ata, care, deși a fost torturat pe tot parcursul zilei, a refuzat să vorbească. Tânărul a fost îmbătat cu coniac, i-a fost arătat capul mamei sale, tăiat și pus într-un acvariu de pești, și a avertizat că, dacă nu dezvăluie informațiile care i se cer, tatăl său va fi următoarea persoană ucisă. Ata Moravec a cedat în cele din urmă și a spus Gestapo-ului tot ce știa. Vlastimil „Ata” Moravec a fost executat de naziști la Mauthausen pe 24 octombrie 1942, în aceeași zi în care au fost executați tatăl său și logodnica sa, cu mama și fratele ei.
Trupele Waffen-SS au asediat biserica dar, în ciuda eforturilor depuse de cei 750 de soldați SS sub comanda gen.-lt. Karl Fischer von Treuenfeld, nu au reușit să-i prindă vii pe parașutiști; Kubiš, Adolf Opálka și Jaroslav Svarc au fost uciși în sala de rugăciune (deși s-a spus că Kubiš ar fi supraviețuit bătăliei, el a murit la scurt timp după aceea din cauza rănilor), după un schimb de focuri de 2 ore. Ceilalți patru, Gabčík, Josef Valcik, Josef Bublik și Jan Hruby, s-au sinucis în criptă după atacurile repetate ale SS-ului, ale încercării de a-i scoate afară cu gaze lacrimogene și a încercării de a inunda cripta cu apă adusă de mașinile de pompieri din Praga. Germanii (SS și poliția) au suferit și ei pierderi, estimându-se într-un raport că au murit 14 membri ai SS, iar alți 21 au fost răniți. Raportul oficial al SS despre această luptă menționează doar cinci soldați SS răniți. Cei din biserică nu aveau decât pistoale de calibru mic, în timp ce germanii aveau pistoale-mitralieră, mitraliere și grenade de mână. După bătălie, Čurda a confirmat identitatea luptătorilor din rezistența cehă morți, inclusiv Kubiš și Gabčík.
Episcopul Gorazd Pavlik, într-o tentativă de a atenua represaliile asupra enoriașilor săi, și-a asumat responsabilitatea pentru acțiunile din biserică, scriind o scrisoare autorităților naziste. A fost arestat la 27 iunie 1942 și torturat. La 4 septembrie 1942, episcopul, preoții bisericii și conducătorii mireni ai comunității ortodoxe, au fost duși în poligonul Kobylisy dintr-o suburbie de nord a Pragăi și împușcați de plutoanele de execuție naziste. Episcopul Gorazd a fost canonizat în 1961 ca mucenic al  Bisericii Ortodoxe Sârbe și al Bisericii Ortodoxe din Cehoslovacia.

### Urmările politice și alte consecințe
Asasinarea lui Heydrich a fost unul dintre cele mai semnificative momente ale rezistenței din Cehoslovacia. Succesul operațiunii a făcut ca Marea Britanie și Franța să denunțe Acordul de la München (numit de cehi „dictatul de la München”), ce fusese semnat de Marea Britanie și Franța, precum și de Italia, aliatul Germaniei. Marea Britanie și Franța au acceptat ca după înfrângerea naziștilor teritoriul anexat (regiunea Sudetă) să fie retrocedat Cehoslovaciei.
Întrucât Heydrich era unul dintre cei mai importanți lideri naziști, s-au organizat două mari ceremonii funerare. Una a avut loc la Praga, unde pe drumul până la Castelul Praga au fost aliniați mii de SS-iști cu torțe. A doua a avut loc la Berlin, cu participarea tuturor personalităților naziste, inclusiv a lui Hitler care a pus pe perna funerară medaliile Ordinul German și Ordinul Sângelui.
Trădătorul Karel Čurda, după ce a încercat să se sinucidă, a fost spânzurat în 1947 pentru înaltă trădare.

## Monumente memoriale

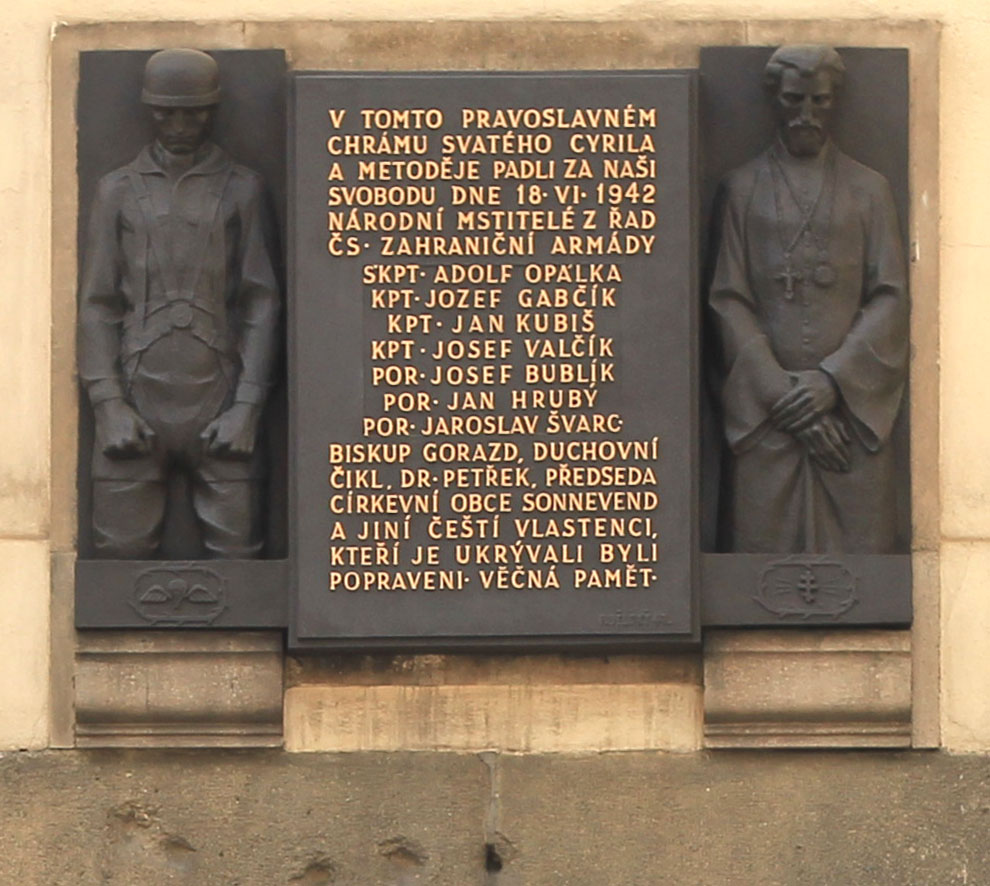
Placă memorială pe Biserica Sfinții Chiril și Metodiu, unde parașutiștii cehi au murit în luptă cu forțele SS

Monumentul Memorial Național al eroilor terorii lui Heydrich este situat sub Catedrala Ortodoxă Sfinții Chiril și Metodiu din Praga.
Muzeul Național Slovac a deschis o expoziție în mai 2007 pentru a-i comemora pe eroii rezistenței cehe și slovace, prezentând una dintre cele mai importante acțiuni de rezistență de pe întreg teritoriul european ocupat de germani. Există o mică fântână în Grădinile Jephson, Leamington Spa, Warwickshire (unul dintre locurile unde s-a format Armata Cehoslovacă Liberă), care comemorează vitejia trupelor.

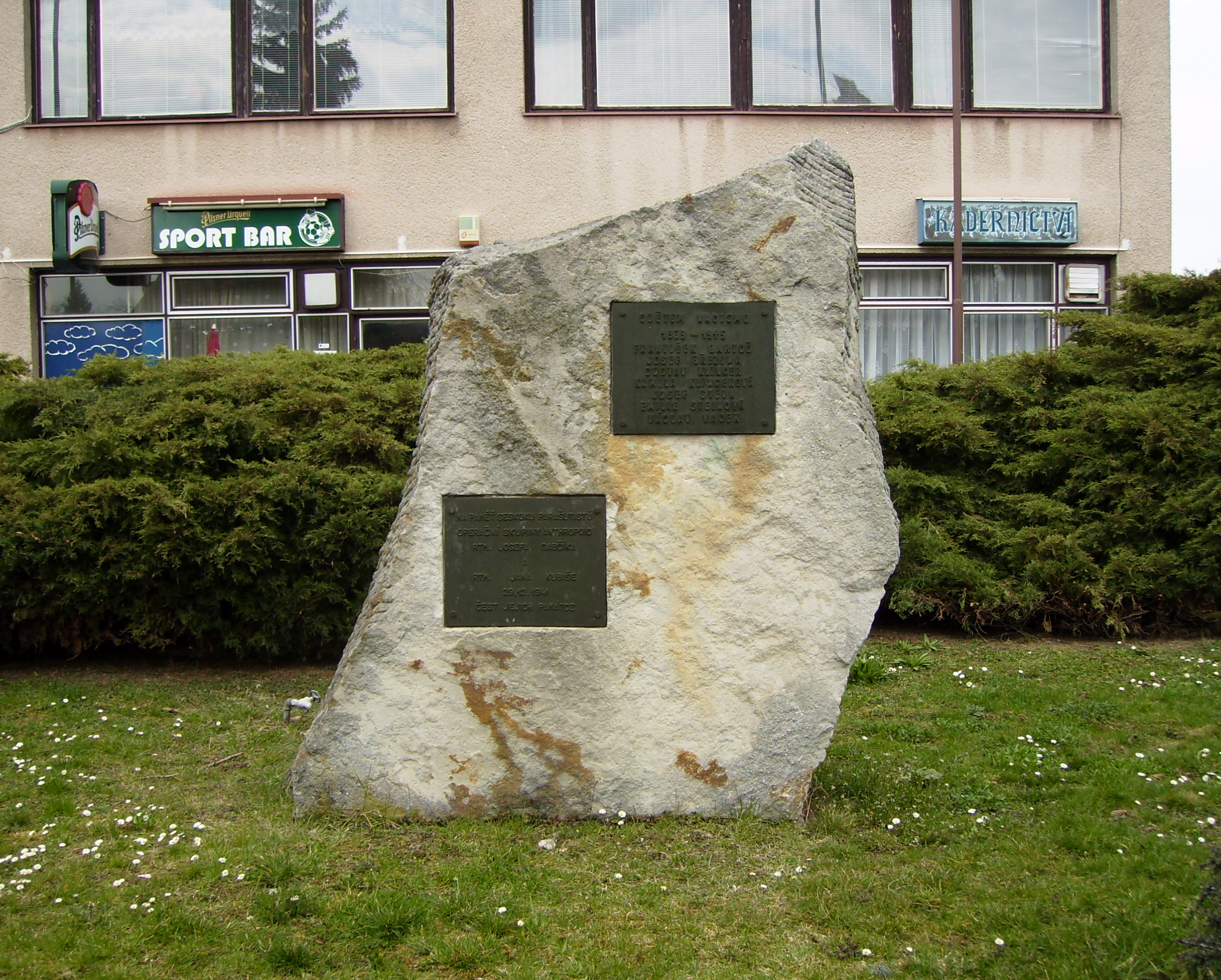
Monument în memoria lui Gabčík și Kubiš la Nehvizdy

Monumentul memorial al Operațiunii Anthropoid a fost dezvelit la Praga în anul 2009, avându-i ca autori pe sculptorii David Moješčík și Michal Smeral și pe arhitecții M. Tumova și J. Gulbis.
Există, de asemenea, un monument memorial Arhivat în 3 decembrie 2013, la Wayback Machine. la Arisaig, Scoția, dedicat membrilor cehoslovaci ai SOE care s-a antrenat în această zonă, cu o listă a celor uciși și a misiunilor la care au luat parte.

## Reprezentări în film și în literatură
Operațiunea Anthropoid a reprezentat sursa de inspirație a filmelor Hangmen Also Die și Hitler's Madman (1943); Atentát (1964), Operation Daybreak (1975), Antropoid și The Man with the Iron Heart (HHhH 2017).
El face, de asemenea, obiectul mai multor cărți, printre care:
- Seven Men at Daybreak (1960) de Alan Burgess
- The Killing of SS-Obergruppenführer Reinhard Heydrich (1998) [1989] de Callum MacDonald
- romanul The Visible World (2008) de Mark Slouka
- romanul HHhH (2010) de Laurent Binet, câștigătorul în acel an al prestigiosului Prix Goncourt
- romanul Resistance (2012) de Gerald Brennan
- romanul Mendelssohn is on the Roof de Jiří Weil
- romanul No Known Graves de Maureen Jennings
- Anthropoid (2016) de Sean Ellis

Povestirea „The Assassination of Reinhard Heydrich” de Jim Shepard furnizează o relatare fictivă a Operațiunii Anthropoid din punctul de vedere al lui Kubiš.
Ea este subiectul piesei „Antropoid” de pe albumul VII: Sturm und Drang al trupei de groove metal Lamb of God, originare din Richmond, Virginia.

## Galerie
Biserica Sf. Chiril și Metodiu, unde au murit agenții aliați după ce au fost încolțiți, și monumentul memorial pentru cei uciși de SS ca represalii pentru Operațiunea Anthropoid.

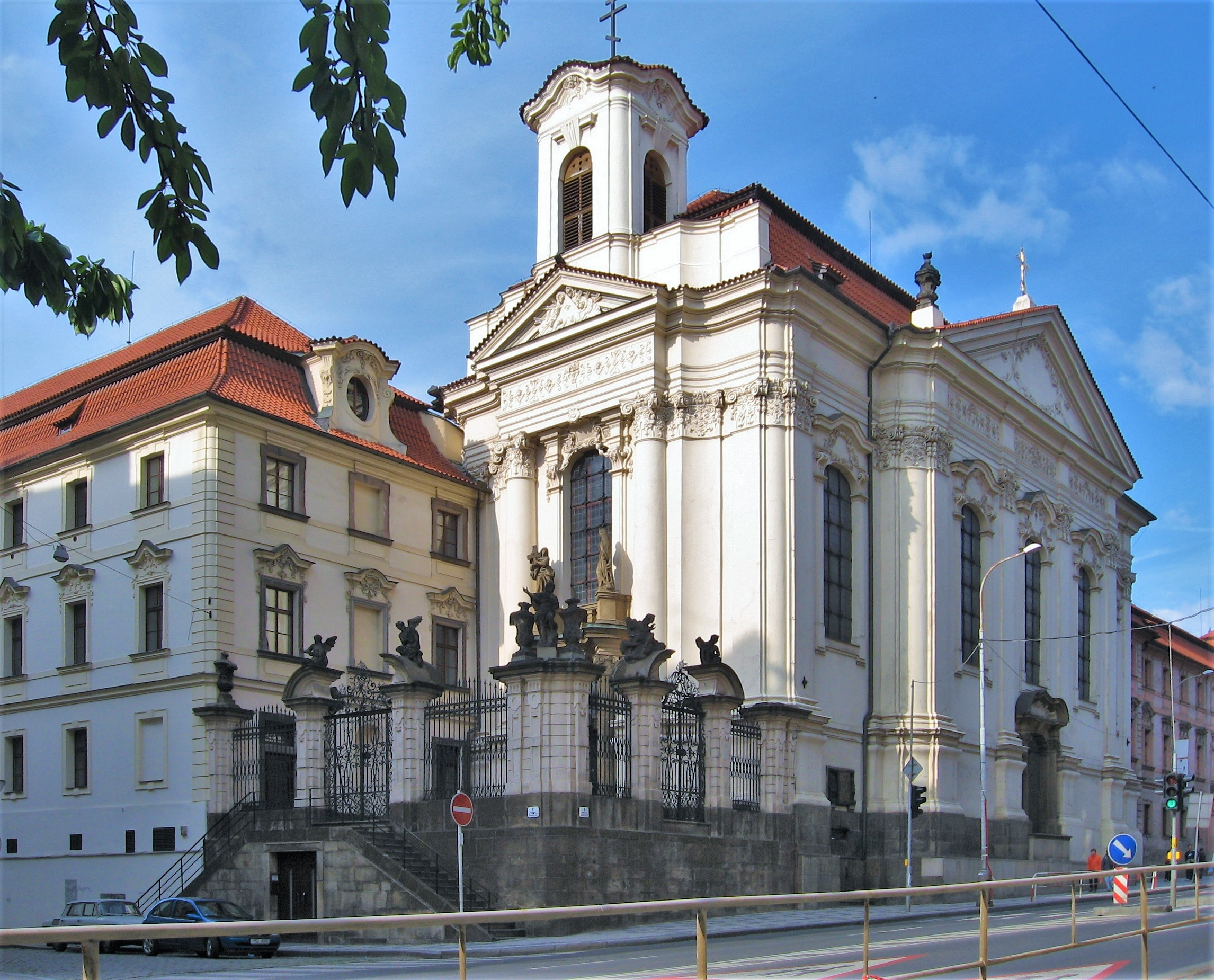
Biserica ortodoxă Sf. Chiril și Metodiu
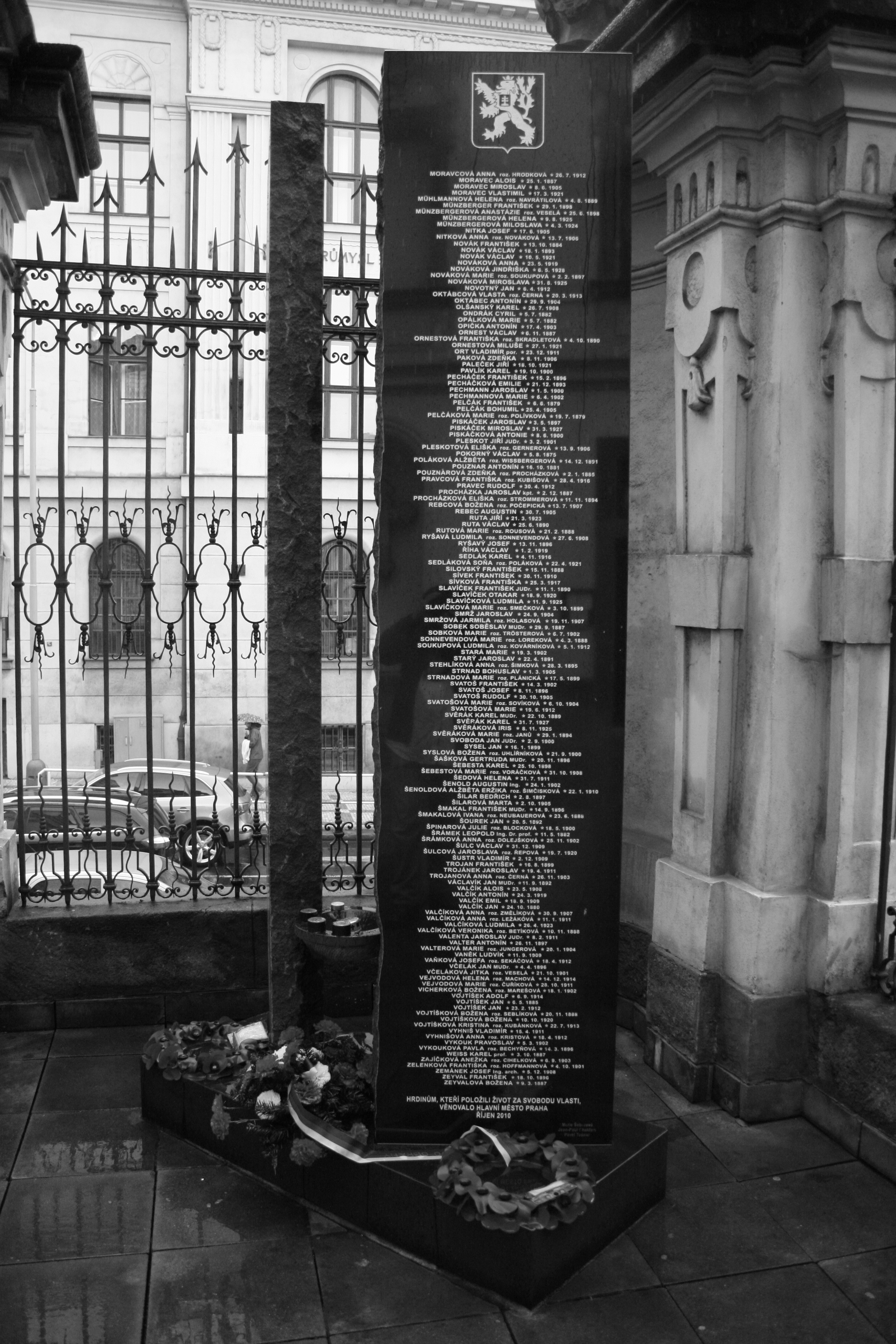
Monumentul memorial de lângă ușa bisericii
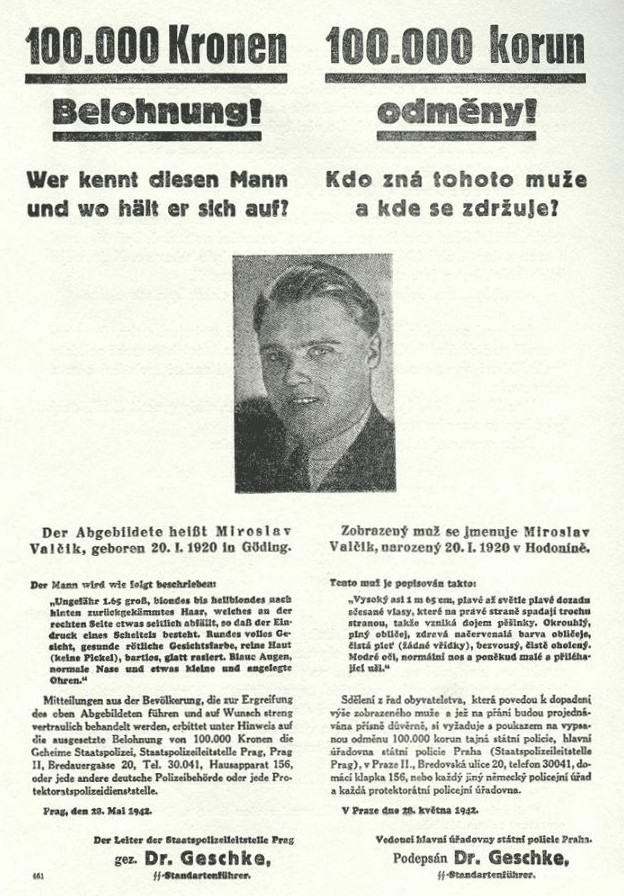
Afiș cu recompensa oferită pentru prinderea lui Josef Valčík, unul dintre asasinii lui Heydrich